# Lamberto Boranga
Lamberto Boranga (Foligno, 30 ottobre 1942) è un calciatore e lunghista italiano, portiere della Trevana.
Dopo i 40 anni è passato anche alla pratica dell'atletica leggera nella categoria master

## Carriera

### Calcio
È nato in Umbria da una famiglia originaria di Belluno. Cresciuto nel Perugia, esordì in Serie A con la maglia della Fiorentina nel corso del campionato 1966-1967; militò poi con la Reggiana, il Brescia, il Cesena, il Varese, il Foligno e il Parma (con cui conquistò una promozione in Serie B nel 1978-1979).

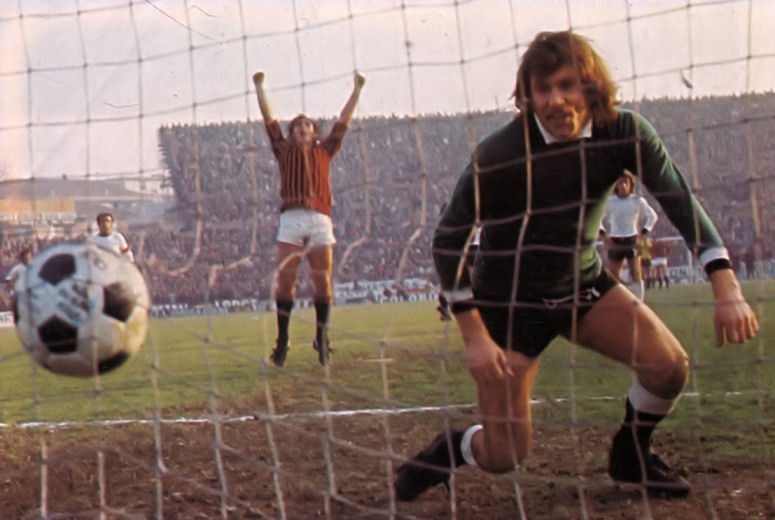
Boranga dopo aver subito gol su calcio di rigore realizzato da Calloni in Cesena-Milan (2-1) del 18 gennaio 1976

Nel corso della carriera di calciatore si laureò in Biologia e in Medicina. Nel 1992, divenuto medico sociale della squadra dilettantistica di Bastardo (località in provincia di Perugia), a 50 anni tornò tra i pali per una domenica a causa del forfait contemporaneo di tutti i portieri della rosa. L'incontro si concluse con una sconfitta per 1-0 e Boranga si distinse per il fisico ancora asciutto e per un pregevole intervento in tuffo, grazie al quale impedì al pallone di insaccarsi sotto la traversa.
Nell'ottobre 2005, in un'intervista rilasciata all'Avvenire, denunciò il dilagare della cocaina nel mondo del calcio: l'ex portiere e medico sportivo, che lavorava all'ASL di Perugia, sosteneva la necessità di test tricologici per individuare la sostanza nel corpo di chi l'ha assunta.
Il 25 agosto 2009, all'età di 66 anni, ritornò in campo con la maglia dell'Ammeto, squadra di Seconda Categoria umbra. L'esordio avvenne il 20 settembre 2009. Il 27 luglio 2011 firmò un contratto con il Papiano, squadra della Seconda Categoria Umbra; il 7 gennaio 2013, visti gli ottimi risultati, rinnovò il contratto con la società fino al 2015. Terminata la sua esperienza con la squadra umbra, continua a mantenersi in forma dedicandosi all'atletica. Nel 2018 è entrato nella rosa della Marottese, neonata società marchigiana di Terza Categoria. Ha debuttato il 5 maggio, nella partita vinta per 3-1 contro il Villa Ceccolini, per poi concludere questa esperienza all'età record di 77 anni e 7 mesi.

### Atletica master
Con 1,61 m è primatista italiano di salto in alto di atletica master, categorie master over 45, over 55 e pre 65 e con 11,26 m nel salto triplo over 65.
Nel 2008 ha ottenuto agli Europei di atletica il record mondiale di salto in lungo over 60 con 5,47 metri. Nel 2014 si laureò campione del mondo di salto in alto nella categoria over 70. Ha conquistato un oro agli europei M70 .Nel 2023 nella categoria M80, ha vinto due ori ai campionati italiani indoor. Nel 2025 ai mondiali master, nel salto triplo ha vinto la medaglia di bronzo.

## Palmarès

### Calcio

#### Competizioni nazionali
- Campionato italiano Serie C: 1

Reggiana: 1970-1971 (girone A)
- Campionato Interregionale: 1

Foligno: 1981-1982 (girone G)